# Мірошник Олег Володимирович
Олег Володимирович Мірошник (нар. 21 грудня 1977, Першотравенськ, Дніпропетровська область, УРСР) — український футзаліст, нападник.

## Клубна кар'єра
Кар'єру гравця розпочав 1998 року в складі «Шахтаря» (Донецьк). Влітку 2000 року переїхав до київського «Інтеркасу», з яким здобув чемпіонство у 2003 та став володарем Кубка України у 2001 роках. За три роки у футболці киян відзначився 45 влучними ударами у 90 матчах чемпіонату України.
На початку 2003 року його запросили до донецького МФК «Шахтар», де в подальшому провів 8 років ігрової кар'єри. Із донецьким грандом здобув 7 титулів, у тому числі 4 чемпіонства. На його рахунку 145 забитих м'ячів у 218 іграх за донеччан. 
У січні 2011 року переїхав до «Єнакієвця». Влітку 2012 року змінив клуб на донецький «Буран-Ресурс». У 2014 році виїхав до Білорусі, де захищав кольори «Форте» (Могильов) та МФК «Барисов-900». У серпні 2017 року приєднався до одеського клубу «Епіцентр К Авангард» (Одеса), де у 2019 році завершив ігрову кар'єру. 

## Кар'єра в збірній
З 2003 по 2007 рік виступав за збірну України з футзалу.

## Досягнення

### Як гравця
ІнтерКрАЗ (Київ)
- Екстра-ліга України
  -  Чемпіон (1): 2002/03

- Кубок України
  -  Володар (1): 2000/01
  -  Фіналіст (1): 2001/02

МФК «Шахтар» (Донецьк)
- Екстра-ліга України
  -  Чемпіон (4): 2003/04, 2004/05, 2005/06, 2007/08
  -  Срібний призер (1): 2008/09
  -  Бронзовий призер (1): 2006/07

- Кубок України
  -  Володар (2): 2003/04, 2005/06
  -  Фіналіст (2): 2004/05, 2008/09

- Суперкубок України
  -  Володар (3): 2005, 2006, 2008

- Кубок УЄФА з футболу
  - 1/2 фіналу (1): 2005/06

### Індивідуальні
- неодноразово обирався у списку 15 та 18 найкращих футзалістів України

### Відзнаки
- Майстер спорту України
- Член клубу Олександра Яценка: 306 голів